# Плещеево озеро
Плеще́ево о́зеро — пресноводное озеро на юго-западе Ярославской области России. Входит в состав национального парка «Плещеево озеро». Площадь озера — 51,8 км², наибольшая длина 9,5 км (от устья реки Трубеж до выхода из озера реки Вёксы), максимальная ширина 6,5 км (по линии село Соломидино — село Городищи). Озеро имеет округлую форму, берега ровные, низменные, заболоченные. Максимальная глубина — до 25 м, средняя — 11 м. Объём воды — 0,58 км³, площадь водосборного бассейна — 436 км² (425 км²). Средний многолетний уровень водной поверхности озера имеет 137,7 м абсолютной высоты. Островов на озере нет. Плещеево — второе озеро Ярославской области (после озера Неро) и 246-е озеро России по площади водного зеркала.
Центральная котловина Плещеева озера очень глубока и имеет крутые склоны. Некоторые исследователи считают, что её сформировал карст, что привело к просадочным явлениям. Соляные ключи села Усолье размывали каменную соль пермских осадков древнего моря.
Время замерзания озера — ноябрь, время вскрывания — апрель, питание преимущественно снеговое. В озеро впадают 19 рек и ручьев. Самый крупный приток — река Трубеж, вытекающая из Берендеевского болота, которое расположено к юго-востоку. Малые притоки — Веськовка, Гремячка, Куритень, Кухмарка. Вытекает из озера одна река Вёкса, длиной 8 км (урочище Урёв). Она несёт свои воды в близлежащее озеро Сомино, где берёт начало река Нерль Волжская — приток Волги.

## Гидрология
В 1675—1676 годах, то есть в конце последнего трансгрессивного периода, согласно писцовым книгам, площадь Плещеева озера оценивалась в 72,986 км², в 1929 году она составляла только 50,321 км², а к началу
70-х годов XX века уже не превышала 40—42 км². Картина могла быть ещё разительней, если бы уровень озера не поддерживался искусственной плотиной на Вёксе у с. Купанское, где перепад уровней достигает теперь почти 4,0 м по вертикали.

## Фауна
Биологическая продуктивность озера довольно высокая. Средняя годовая биомасса бентоса составляет 209 кг/га. Средняя годовая биомасса зоопланктона составляет 2,25 мг/л.
Фауна рыб представлена 16 видами, из которых наиболее ценные в промысловом отношении: густера, лещ, налим, окунь, плотва, ряпушка, уклея, щука. Встречаются и другие рыбы: вьюн, ёрш, карась, линь, пескарь, щиповка.
На берегах озера живут птицы: лебедь, орлан-белохвост, скопа, утка, цапля, чайка. Лебеди появляются здесь во время перелётов. Сохранилась реликтовая популяция болотной черепахи.

## История
Возраст Плещеева озера около 30 тысяч лет. Оно образовалось после отступления континентальных ледников. Это подтверждается самим положением озера на границе ледниковой морены и древних аллювиальных наносов. Древний водоём был гораздо крупнее нынешнего. Его прежние границы заметны как возвышенная кайма на восточной и южной стороне озера. Здесь расположены сёла Городище, Большая Брембола, Красное, Веськово и Соломидино.
В конце XVII века на Плещеевом озере была построена «потешная» учебная флотилия Петра I. В начале XX века она была возрождена на несколько лет.

### Название
Озеро впервые упоминается под названием Клещино́ в «Повести временных лет»: На Ростовьском озерѣ Меря а на Клещинѣ́ озере Меря же. Такой фонетический облик общеславянского слова лещ (клещ-) характерен для древнепсковского диалекта. Отсюда делают вывод, что первыми носителями славянской речи, заселившими берега Плещеева озера, были кривичи.
Другие названия этого озера: Переславское (по названию стоящего на озёрном берегу города Переславля-Залесского), Клещино, Клещеево, Плещее, Плещино, Плещеевское, Плешка, Переславльское, Переяславльское, Плещейка, Плещей.
На картах всегда обозначалось название Плещеево озеро. Название «Переславское озеро» и другие никогда не обозначались на картах. Переславский историк Александр Свирелин утверждал, что правильное название для озера Плещино или Плещее, а все остальные — искажённые или безграмотные. По одной из версий, название озера связано с древним городом Клещином, предшественником Переславля-Залесского.
По народному преданию, получило своё название Плещеево от свойства выплёскивать, выбрасывать все кидаемые в него вещи.

## Хозяйственное и рекреационное использование
На Плещеевом озере развито рыболовство, добываются такие промысловые рыбы как окунь, ёрш и другие. Переславская ряпушка, массово добывавшаяся ранее, теперь занесена в Красную книгу.
Плещеево озеро — популярное место занятий кайтсёрфингом и виндсёрфингом (в летнее) и сноукайтингом (в зимнее время).
На берегу озера лежит входящий в Золотое кольцо России город  Переславль-Залесский с Рыбной слободой.
Вокруг озера расположен целый ряд памятников и достопримечательностей, входящих в национальный парк «Плещеево озеро», среди которых музей «Ботик» Царя Петра Первого, Никитский монастырь,  археологический памятник «Клещинский комплекс», 12-тонный Синий камень (на северо-восточном берегу). 
По южному берегу озера шла узкоколейная Переславская железная дорога, разобранная в 2005 году. Её фрагменты и подвижной состав стали экспонатами уникального частного технического музея, где собраны натурные образцы узкоколейной железнодорожной техники со всей России, а также сопутствующие им машины и механизмы конца XIX — первой половины XX веков.
На берегу озера находится насосная станция, которая снабжает водой Переславль-Залесский.

## Галерея
- Вид с набережной Переславля-Залесского
- Плещеево озеро и Никитский монастырь
- Плещеево озеро в пасмурную погоду
- Плещеево озеро (вид с Александровой горы)
- Плещеево Озеро и Никитский Монастырь, вид с Ботика
- Отдыхающие и кайтсёрфингисты на Плещеевом озере (вид с Александровой горы)
- Вид Плещеева озера с наблюдательной вышки экологической тропы «Серая цапля»